# Paranthrene dominiki
Paranthrene dominiki is een vlinder uit de familie wespvlinders (Sesiidae), onderfamilie Sesiinae.
Paranthrene dominiki is voor het eerst wetenschappelijk beschreven door Fischer in 2006. De soort komt voor in het Oriëntaals gebied.